# Moszkvai fegyverszünet
A moszkvai fegyverszünet Finnország, illetve Szovjetunió és szövetségese, az Egyesült Királyság között jött létre 1944. szeptember 19-én, lezárva a második világháború idején lezajlott folytatólagos háborút. A fegyverszünet visszaállította az 1940 márciusában aláírt moszkvai békeszerződés rendelkezéseit néhány módosítással. A végleges rendezést Finnország és a többi tengely-ország, valamint a legtöbb szövetséges hatalom között Párizsban írták alá 1947-ben.

## A békeszerződés feltételei
A szerződési feltételek hasonlóak voltak, mint az 1940-ben aláírt moszkvai békeszerződés: Finnország kénytelen volt átengedni Karélia és Salla részeit, ahogyan a Finn-öböl egyes szigeteit is. Az új szerződésben szerepel Petsamo visszaadása is (Pecsengszkiji körzet), valamint Finnország továbbra is kénytelen bérbe adni Porkkala területét újabb ötven évre. Ez a terület 1956-ban ismét finn fennhatóság alá került.
Szigorú pénzbeli jóvátételt állapítottak meg a finneknek 300 000 000 USD értékben (ami 2012-es értéken 4 milliárd USD), valamint számos egyéb háborús jóvátételt kellett fizetniük hat éven keresztül. Kénytelen lett elismerni a Finn Kommunista Párt létrejöttét (később a párt szabályzatában eszközöltek némi változtatást) és megtiltották, hogy a Szovjetuniót fasiszta államnak titulálják. Továbbá a szovjetek követelték, hogy a háborús felelősöket tartóztassák le és bírósági eljárásban ítéljék el. Az egyik legismertebb ilyen eset Risto Rytivel kapcsolatos, akit tíz év letöltendő szabadságvesztésre ítélték, majd 1949-ben elnöki kegyelemmel szabadlábra helyezték. A fegyverszüneti szerződés kötelezte Finnországot, hogy korábbi szövetségesével, a náci Németország csapataival fegyveresen szálljon szembe, amely a lappföldi háborúba torkollott és egészen 1945. április végéig elhúzódott.

## Fordítás
- Ez a szócikk részben vagy egészben  a   Moscow Armistice című angol Wikipédia-szócikk ezen változatának fordításán alapul.  Az eredeti cikk szerkesztőit annak laptörténete sorolja fel. Ez a jelzés csupán a megfogalmazás eredetét és a szerzői jogokat jelzi, nem szolgál a cikkben szereplő információk forrásmegjelöléseként.

## Külső hivatkozások
- A fegyverszüneti megállapodás szövege (angolul)